# Río Sequillo
El río Sequillo, que en la documentación medieval se le conoce como "Rivulo Sicco, Rivo Sico y Torrente Sicca", mereció tal nombre debido a su escaso caudal. En su trayectoria entra en contacto con cuatro provincias castellanas y leonesas: León, Palencia, Valladolid y Zamora, donde desagua en el río Valderaduey entre Cañizo y Castronuevo, después de haber hecho un recorrido total de 123 km.
Este río es uno de los más característicos de la Tierra de Campos, por cuyo centro corre, y ha merecido por su escaso caudal el nombre de río Seco en otros tiempos y menor que el que actualmente tiene.

## Curso
Aparece descrito en el decimocuarto volumen del Diccionario geográfico-estadístico-histórico de España y sus posesiones de Ultramar de Pascual Madoz con las siguientes palabras:

SEQUILLO: r. en la prov. de Leon, part. jud. de Sahagun: nace en unos cerros que hay entre San Martin de la Cueza y Villaran de Cea; su direccion es de N. á S. pasando por Riosequillo; toca en la prov. de Palencia por San Nicolás del Camino Francés; sigue luego por Escobar y Villada, donde recibe las aguas del arroyo llamado de los Templarios, que trae un origen mas alto hacia el N. en térm. de San Andrés de la Regla; continúa en su primitiva direccion al E. de Boadilla de Rioseco y Villafrades, y al O. de Herrin, Gaton y Villarramiel, donde se inclina al SE.; pasa luego por entre Capillas, Boada de Campos y Belmonte, desde donde se dirige hácia el SO. por Rioseco, Todehumos y Villagarcia de Campos, pasando entre Villanueva de los Caballeros y San Francisco de Villalbin para entrar en el part. de Toro, prov. de Zamora, por el térm. de Belver y reunierse al Valderaduey entre Castronuevo y Pobladura de Valderaduey, que corresponden al ant. terr. del Pan de la misma prov.; durante su curso fertiliza porcion de terreno de los pueblos por donde pasa; tiene varios puentes de piedra y madera para su paso, y cria pesca de truchas, anguilas y otros peces.
(Madoz, 1849, p. 193)